# Pseudomelatoma
Pseudomelatoma é um gênero de gastrópodes pertencente a família Pseudomelatomidae.

## Espécies
- Pseudomelatoma eburnea (Carpenter, 1865)
- Pseudomelatoma moesta (Carpenter, 1864)
- Pseudomelatoma penicillata (Carpenter, 1864)
- Pseudomelatoma sticta S. S. Berry, 1956
- Pseudomelatoma torosa (Carpenter, 1864)

Espécies trazidas para a sinonímia
- Pseudomelatoma grippi (Dall, 1919): sinônimo de Ophiodermella grippi (Dall, 1919)
- Pseudomelatoma redondoensis T. Burch, 1938: sinônimo de Burchia semiinflata (Grant & Gale, 1931) (combinação original)